# Mangelia smithii
Mangelia smithii är en snäckart som först beskrevs av Forbes 1840.  Mangelia smithii ingår i släktet Mangelia och familjen kägelsnäckor. Inga underarter finns listade i Catalogue of Life.

## Bildgalleri

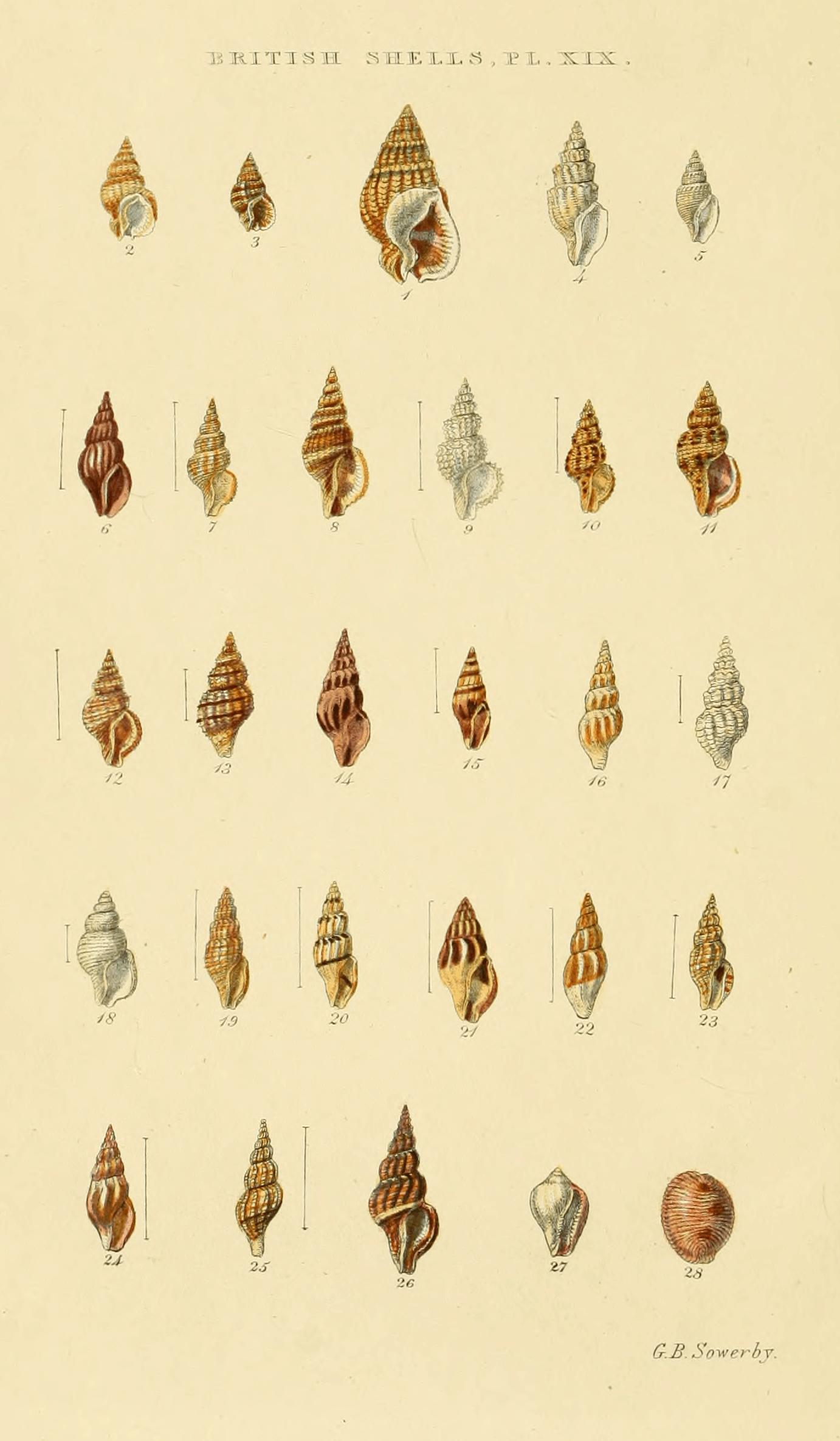